# ريكوبا سودأمريكانا 2013
ريكوبا سودأمريكانا 2013 هو الموسم 21 من  ريكوبا سودأمريكانا. أشرف على تنظيمه كونميبول، وكان عدد الأندية المشاركة فيه  2، وفاز فيه نادي كورينثيانز.